# Klášter Villelongue
Klášter Villelongue se nachází poblíž vsi Saint-Martin-le-Vieil cca 24 km od města Carcassonne.
Částečně zachovalý cisterciácký klášter byl založen ve 12. století a dodnes je nádhernou ukázkou jihofrancouzské architektury 12., 13. a 14. století.

## Fotogalerie

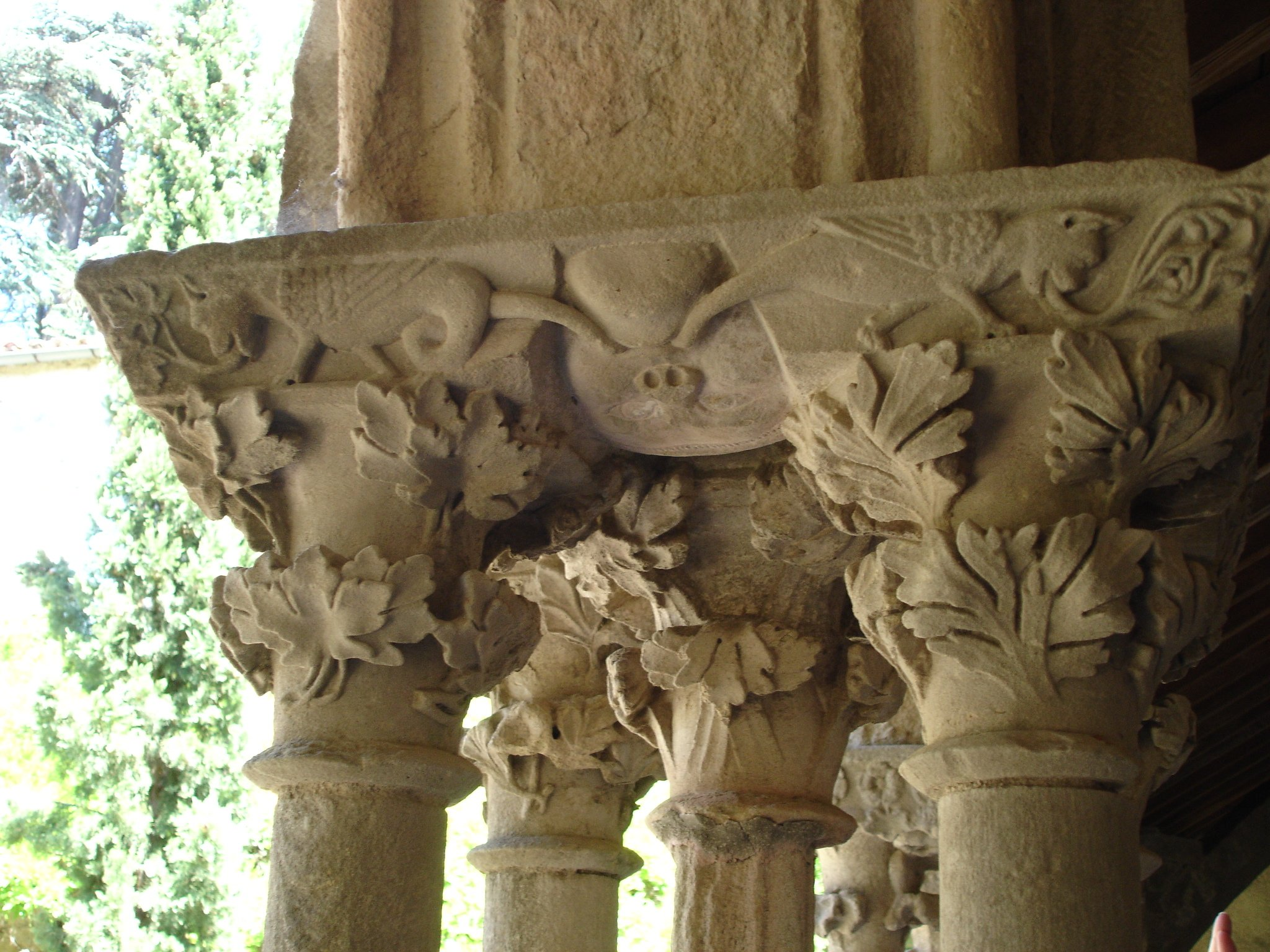
Detail hlavice sloupu
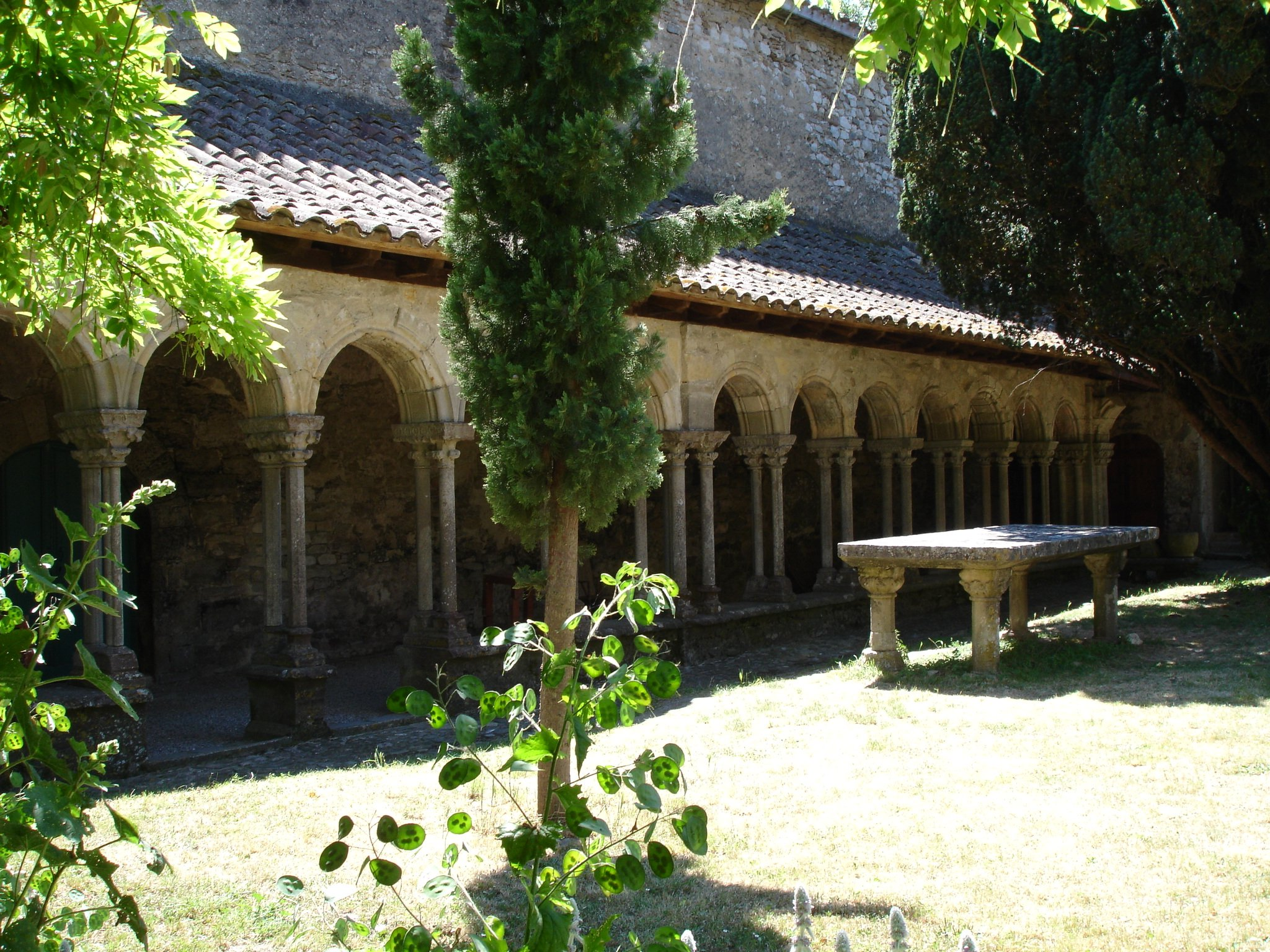
Křížová chodba